# 高寺彰彦
高寺 彰彦（たかでら あきひこ、1960年7月18日 - 2019年4月23日）は、日本の漫画家。

## 概要
静岡県下田市出身。漫画情報誌『ぱふ』へマンガの投稿をしながら、まついなつきの紹介で大友克洋と知り合い、大友の『気分はもう戦争』第4話からアシスタントを始める。
1980年、『マンガ奇想天外 SFマンガ大全集 No.4 1981年 WINTER』に「FOGGY GOBLIN」を発表してデビュー。デビュー後も自作品を描きながら、大友のアシスタントを『AKIRA』の頃まで続ける。他にも白山宣之の仕事も手伝い、逆に大友や白山がデビューしたばかりの高寺の作品を手伝うこともあったという。大友の『童夢』ではカッターナイフで首を切るシーンのモデルを務めた他、背景をほとんど一人で書き上げている。
90年代後半、コミッカーズにて「栗8通信」を連載。漫画のシナリオ術や、アングル構図などの理論を発表。当時流行していた絵柄が、劣化コピーによって顔の骨格が奇形になっているという辛辣な意見は、誌面において読者との間で論争になった。後にこれらの指摘は、少女漫画においての指摘であり、萌え絵についてでは無いと語っている。
2012年に病没した白山宣之の遺作集を、白山宣之の妻と共に企画立案し、2013年に双葉社より出版した。
2014年に多発性骨髄腫と診断され、長らく闘病を続けていた。2019年3月12日、自らのTwitterで、同年2月28日に脊髄に血栓が生じて四肢麻痺に陥ったため画業の継続が不可能な状況となり、従来の自身の仕事については（いったん）廃業の形をとらざるを得なくなったことを報告した。その後死去したことが同年4月24日午前に報じられ、同日夕方に本人のTwitterアカウントでも前日23日に亡くなったことが告知された。

## 作品リスト

### 漫画
- サルタン防衛隊（1984年、原作：大友克洋・高千穂遙、講談社、ヤングマガジンKCスペシャル、全1巻）
- ゴルゴンボックス（1986年、みき書房、全1巻）
- 悪霊（1988年、白泉社、ジェッツコミックス、全1巻）
- ナムチ 臥竜解封録（1993年、共著：須永司、アスキー、アスキーコミックス、全1巻）
- かちかちやま（1996年、講談社、KCデラックス、全1巻）
- トラブル・バスター（1996年、原作：景山民夫、同文書院、全1巻）
- ネオデビルマン（1999年、講談社、KCデラックス コミッククリエイト、全2巻）※他の漫画家とのオムニバス、高寺の作品は下巻に収録

### アニメ
- ドラゴンクエスト列伝 ロトの紋章（1996年、脚本）
- 魔法少女猫たると（2001年、脚本）
- ヒートガイジェイ（2002年、コンセプトデザイン、銃器設定[11]、脚本）
- かちかちやま（絵コンテ※制作中止[12][13][14]）

### イラスト
- 「魔界刑事」凍らせ屋（1991年、原作：菊地秀行、光文社、全2巻）

### コラム
- 高寺彰彦の＜映と漫＞画塾（1996年、コミッカーズ連載、美術出版社）